# Viola Beach
Viola Beach是一支英國獨立流行音樂樂隊，在2013年組成，最後成員為克里斯‧伦纳德（Kris Leonard，結他手及主唱）、里弗‧里夫斯（River Reeves，結他手）、湯馬士·洛（Tomas Lowe，男低音）和杰克‧戴金（Jack Dakin，鼓手）。四名成員以及其經理人於2016年2月13日在瑞典的一場交通意外中全部身亡。

## 生涯
Viola Beach在2013年中成立，創始成員為克里斯‧伦纳德（結他手及主唱）、弗朗基‧库尔森（Frankie Coulson，結他手）、喬尼‧吉布森（Jonny Gibson，男低音）和杰克‧戴金（鼓手）。在2015年5月，樂隊進行最後一次重組，原成員克里斯‧伦纳德和杰克‧戴金加上新成員里弗‧里夫斯（結他手）、湯馬士·洛（男低音）而成，在利物浦洞穴俱樂部首次亮相。他們首支單曲"Swings and Waterslides" 在2015年9月被BBC廣播一台加入播放列表。
樂隊受到BBC Introducing的提拔，曾在里丁與里茲音樂節的BBC Introducing舞台上演出。他們第二首單曲是"Boys That Sing"/"Like a Fool"，於2016年2月22日亮相。

## 交通意外

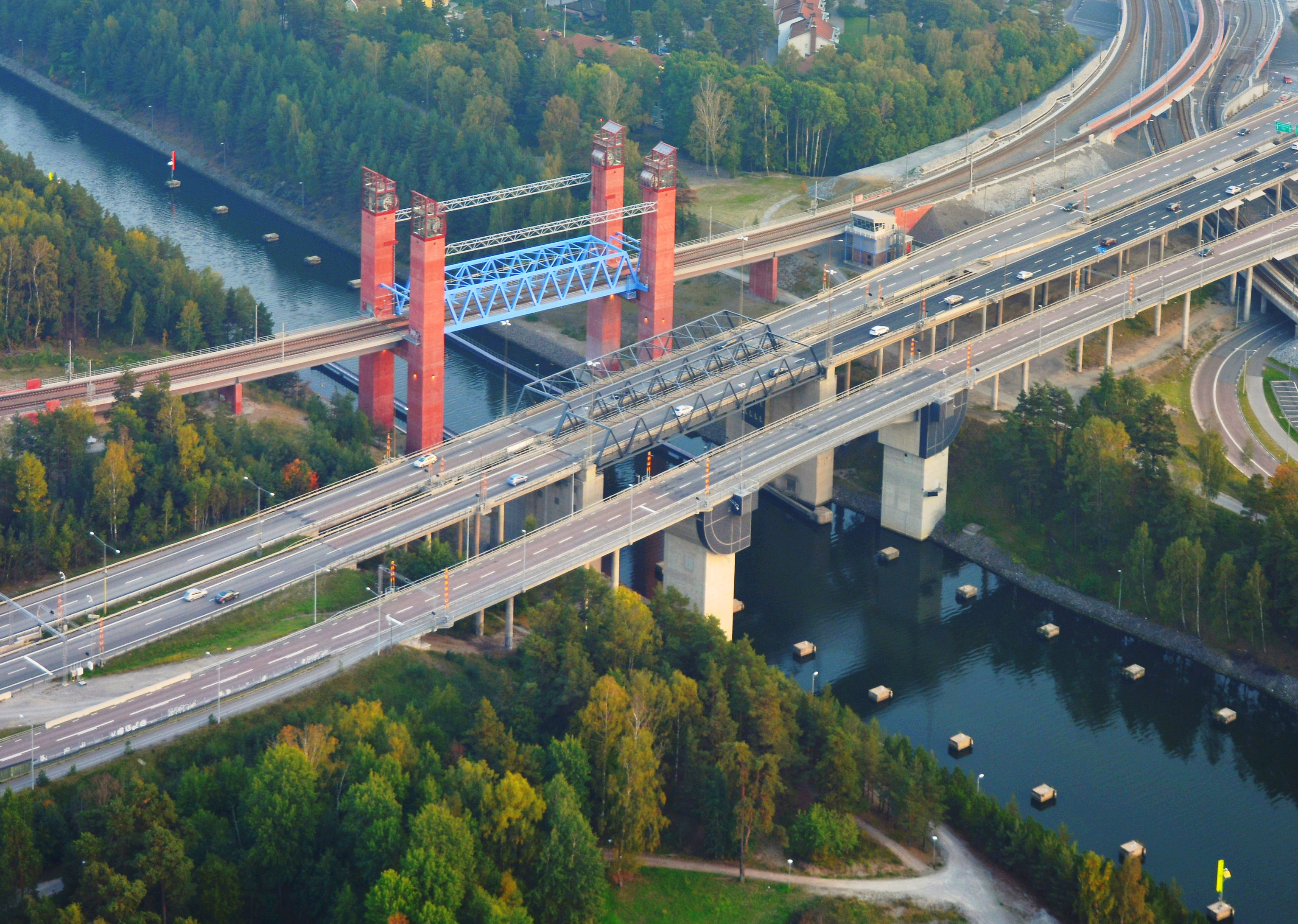
南泰利耶運河的橋，事發地點是E4高速公路橋（中間）。

2016年2月13日，四名樂隊成員連同經理人在瑞典的E4高速公路的南泰利耶運河直升橋路段遇上車禍，五人全數罹難。目擊者表示當時橋正上升讓船通過，然而事故車輪卻直衝飛墜河裡。樂隊在事發前一天參加了北雪平的Where's the Music?音樂節，原定下個演出為3月在美國奧斯汀的西南偏南音樂節。
在英國出現了一些紀念活動，2月14日英格蘭足球超級聯賽曼城對熱刺的賽事，球迷鼓掌以對曼城球迷的經理人克雷格‧塔里（Craig Tarry）的致意 。樂隊粉絲發起社交媒體戰役，試圖把"Swings & Waterslides"推上英國單曲排行榜首位。
樂隊成員遇難消息發佈後，唱片公司宣佈先前所有單曲收入會捐贈給成員及經理人的家屬。

## 音樂作品

### 單曲
| 年度 | 名稱                           | 各国音乐榜单最高排名 |
| 年度 | 名稱                           | 英國                 |
| ---- | ------------------------------ | -------------------- |
| 2015 | "Swings & Waterslides"         | 11                   |
| 2016 | "Boys That Sing"/"Like a Fool" | 80                   |

## 外部連結
- Viola Beach推特 （页面存档备份，存于）
- Viola Beach's （页面存档备份，存于）在SoundCloud上的頁面

]